# Agrias ferdinandi
Agrias ferdinandi är en fjärilsart som beskrevs av Hans Fruhstorfer 1895. Agrias ferdinandi ingår i släktet Agrias och familjen praktfjärilar. Inga underarter finns listade i Catalogue of Life.